# Hydraena nilguenae
Hydraena nilguenae är en skalbaggsart som först beskrevs av Manfred A. Jäch 1988.  Hydraena nilguenae ingår i släktet Hydraena och familjen vattenbrynsbaggar. Inga underarter finns listade i Catalogue of Life.